# Coupe de Guinée équatoriale de football
La Coupe de Guinée équatoriale de football a été créée en 1978.

## Palmarès
- 1978 : CD Unión (Mongomo)
- 1979 : FC Akonangui (Ebebiyín)
- 1980 : CD Elá Nguema (Malabo)
- 1981 : CD Elá Nguema
- 1982 : CD Elá Nguema
- 1983 : CD Elá Nguema
- 1984 : GD Lage (Malabo)
- 1985 : Atlético Malabo
- 1986 : Juvenil Reyes (Bata)
- 1987 : Atlético Malabo
- 1988 : Atlético Malabo
- 1989 : Unión Vesper (Bata)
- 1990 : Atlético Malabo
- 1991 : Atlético Malabo
- 1992 : CD Elá Nguema

Vainqueurs inconnus de 1993 à 1995
- 1996 : FC Akonangui
- 1997 : CD Elá Nguema 1-0 Deportivo Mongomo
- 1998 : Union Vesper
- 1999 : CD Unidad Malabo
- 2000 : CD Unidad Malabo
- 2001 : Atlético Malabo
- 2002 : FC Akonangui bat CD Elá Nguema
- 2004 : CD Elá Nguema 1-0 FC Akonangui

Vainqueurs inconnus de 2005 à 2006
- 2007 : FC Akonangui 2-0 Atlético Malabo
- 2008 : inconnu
- 2009 : Dragón FC (Bata)
- 2010 : inconnu
- 2011 : Atlético Semu (Malabo) 2-1 Águilas Verdes de Guadalupe
- 2012 : The Panthers FC (Luba) 1-0 AD Mesi Nkulu (Ebebiyin)
- 2013 : The Panthers FC (Luba) 2-0 Nzok-Nsomo
- 2014 : Leones Vegetarianos (Malabo) 1-1 (5-4 pen.) Deportivo Mongomo
- 2015 : Deportivo Mongomo 2-0 The Panthers FC (Luba)
- 2016 : Racing Micomeseng 1-1 (6-5 pen.) Atlético Semu (Malabo)
- 2017 : Deportivo Niefang 1-0 Atlético Semu (Malabo)
- 2018 : non disputée
- 2019 : FC Akonangui 2-0 UD Estrella Roja
- 2020-2021 : non disputée
- 2022 : Inter Litoral 1-0 Cano Sport[1]
- 2023 : Cano Sport 2-0 EDSA[2]

## Bilan
| Club                | Titres | Saisons                                  |
| ------------------- | ------ | ---------------------------------------- |
| CD Elá Nguema       | 7      | 1980, 1981, 1982, 1983, 1992, 1997, 2004 |
| FC Akonangui        | 5      | 1979, 1996, 2002, 2007, 2019             |
| Atlético Malabo     | 3      | 1985, 1987, 1988, 1990, 1991, 2001       |
| CD Unidad Malabo    | 2      | 1999, 2000                               |
| The Panthers FC     | 2      | 2012, 2013                               |
| Unión Vesper        | 2      | 1989, 1998                               |
| Racing Micomeseng   | 1      | 2016                                     |
| Deportivo Mongomo   | 1      | 2015                                     |
| Leones Vegetarianos | 1      | 2014                                     |
| Atlético Semu       | 1      | 2011                                     |
| Dragón FC           | 1      | 2009                                     |
| Juvenil Reyes       | 1      | 1986                                     |
| GD Lage             | 1      | 1984                                     |
| CD Unión            | 1      | 1978                                     |
| Deportivo Niefang   | 1      | 2017                                     |
| Inter Litoral       | 1      | 2023                                     |
| Cano Sport          | 1      | 2023                                     |